# Naturnamn
Naturnamn eller naturefternamn är efternamn som vanligtvis består av tvåledade eller enledade namn med naturinslag. Bland naturnamn märks Lindgren, Lindström och Sandberg. Det allra vanligaste naturnamnet i Sverige är Lindberg som 2016 var det 17:e vanligaste efternamnet.
Naturnamn är vanligare i vissa delar av Sverige. Framför allt i delar av Norrland, och i vissa Stockholmskommuner, medan namnskicket är ovanligare i de södra landsdelarna.